# Ángel Casseres
Ángel Antonio Casseres (Caracas, Venezuela, 23 de mayo de 1982) es un futbolista profesional venezolano, se desempeña en el terreno de juego como portero y su actual club es el Yaracuyanos Fútbol Club de la Primera División de Venezuela.

## Clubes
| Club                       | País      | Año       |
| -------------------------- | --------- | --------- |
| Deportivo Italchacao       | Venezuela | 1999-2001 |
| Deportivo Galicia          | Venezuela | 2002-2004 |
| C.S. Marítimo de Venezuela | Venezuela | 2004-2006 |
| UCV FC                     | Venezuela | 2006-2009 |
| Arroceros de Calabozo FC   | Venezuela | 2009-2011 |
| Estrella Roja Fútbol Club  | Venezuela | 2011-2013 |
| Academia Puerto Cabello    | Venezuela | 2014-2016 |
| Gran Valencia FC           | Venezuela | 2017      |

## Palmarés
- Segunda División de Venezuela 2006 - Campeón con el Club Sport Marítimo de Venezuela
- Tercera División de Venezuela 2014 - Campeón con la Academia de Puerto Cabello

## Vida personal
Ángel es primo de los futbolistas profesionales Cristian Cásseres y Felix Cásseres.